# Ciclismo ai Giochi della XXXI Olimpiade - Corsa in linea maschile
La corsa in linea maschile dei Giochi della XXXI Olimpiade si è svolta il 6 agosto a Rio de Janeiro, in Brasile, su un percorso di 241,5 km, con partenza e arrivo presso il Forte di Copacabana. L'oro è stato conquistato dal belga Greg Van Avermaet, mentre l'argento e il bronzo sono andati rispettivamente al danese Jakob Fuglsang e al polacco Rafał Majka.

## Il percorso
|  |  |  |

## Ordine d'arrivo
Nota: DNF ritirato, DNS non partito, FT fuori tempo, DSQ squalificato
| Pos. | Corridore               | Squadra               | Tempo    |
| ---- | ----------------------- | --------------------- | -------- |
| 1    | Greg Van Avermaet       | Belgio                | 6h10'05" |
| 2    | Jakob Fuglsang          | Danimarca             | s.t.     |
| 3    | Rafał Majka             | Polonia               | a 5"     |
| 4    | Julian Alaphilippe      | Francia               | a 22"    |
| 5    | Joaquim Rodríguez       | Spagna                | s.t.     |
| 6    | Fabio Aru               | Italia                | s.t.     |
| 7    | Louis Meintjes          | Sudafrica             | s.t.     |
| 8    | Andrej Zejc             | Kazakistan            | a 25"    |
| 9    | Tanel Kangert           | Estonia               | a 1'47"  |
| 10   | Rui Costa               | Portogallo            | a 2'29"  |
| 11   | Geraint Thomas          | Gran Bretagna         | s.t.     |
| 12   | Chris Froome            | Gran Bretagna         | a 2'58"  |
| 13   | Daniel Martin           | Irlanda               | s.t.     |
| 14   | Emanuel Buchmann        | Germania              | s.t.     |
| 15   | Adam Yates              | Gran Bretagna         | a 3'03"  |
| 16   | Brent Bookwalter        | Stati Uniti           | a 3'31"  |
| 17   | Bauke Mollema           | Paesi Bassi           | s.t.     |
| 18   | Kristijan Đurasek       | Croazia               | s.t.     |
| 19   | Sébastien Reichenbach   | Svizzera              | s.t.     |
| 20   | Fränk Schleck           | Lussemburgo           | s.t.     |
| 21   | Esteban Chaves          | Colombia              | a 3'34"  |
| 22   | Serge Pauwels           | Belgio                | a 6'12"  |
| 23   | Alexis Vuillermoz       | Francia               | s.t.     |
| 24   | Romain Bardet           | Francia               | s.t.     |
| 25   | Simon Clarke            | Australia             | s.t.     |
| 26   | Primož Roglič           | Slovenia              | a 9'38"  |
| 27   | Yukiya Arashiro         | Giappone              | s.t.     |
| 28   | Daryl Impey             | Sudafrica             | s.t.     |
| 29   | Nicolas Roche           | Irlanda               | s.t.     |
| 30   | Alejandro Valverde      | Spagna                | s.t.     |
| 31   | Sergej Černeckij        | Russia                | s.t.     |
| 32   | Christopher Juul Jensen | Danimarca             | s.t.     |
| 33   | George Bennett          | Nuova Zelanda         | a 11'49" |
| 34   | Fabian Cancellara       | Svizzera              | s.t.     |
| 35   | Ramūnas Navardauskas    | Lituania              | a 12'18" |
| 36   | André Cardoso           | Portogallo            | s.t.     |
| 37   | Eduardo Sepúlveda       | Argentina             | s.t.     |
| 38   | Pavel Kočetkov          | Russia                | s.t.     |
| 39   | Steven Kruijswijk       | Paesi Bassi           | s.t.     |
| 40   | Damiano Caruso          | Italia                | s.t.     |
| 41   | Andrij Hrivko           | Ucraina               | a 13'18" |
| 42   | Philippe Gilbert        | Belgio                | s.t.     |
| 43   | Daniel Teklehaimanot    | Eritrea               | a 19'20" |
| 44   | Georg Preidler          | Austria               | a 19'37" |
| 45   | Patrik Tybor            | Slovacchia            | a 20'00" |
| 46   | Aleksejs Saramotins     | Lettonia              | s.t.     |
| 47   | Anass Aït El Abdia      | Marocco               | s.t.     |
| 48   | Lars Petter Nordhaug    | Norvegia              | s.t.     |
| 49   | Kanstancin Siŭcoŭ       | Bielorussia           | s.t.     |
| 50   | Vegard Stake Laengen    | Norvegia              | s.t.     |
| 51   | Ioannis Tamouridis      | Grecia                | s.t.     |
| 52   | Jan Polanc              | Slovenia              | s.t.     |
| 53   | José Mendes             | Portogallo            | s.t.     |
| 54   | Andrey Amador           | Costa Rica            | s.t.     |
| 55   | Michael Woods           | Canada                | s.t.     |
| 56   | Michał Gołaś            | Polonia               | s.t.     |
| 57   | Simon Špilak            | Slovenia              | s.t.     |
| 58   | Petr Vakoč              | Repubblica Ceca       | s.t.     |
| 59   | Toms Skujiņš            | Lettonia              | s.t.     |
| 60   | Chris Anker Sørensen    | Danimarca             | s.t.     |
| 61   | Bakhtiyar Kozhatayev    | Kazakistan            | s.t.     |
| 62   | Michał Kwiatkowski      | Polonia               | s.t.     |
| 63   | Alessandro De Marchi    | Italia                | a 20'05" |
| FT   | Murilo Fischer          | Brasile               | a 31'47" |
| FT   | Ignatas Konovalovas     | Lituania              | s.t.     |
| DNF  | Jonathan Castroviejo    | Spagna                | -        |
| DNF  | Imanol Erviti           | Spagna                | -        |
| DNF  | Jon Izagirre            | Spagna                | -        |
| DNF  | Sergio Henao            | Colombia              | -        |
| DNF  | Miguel Ángel López      | Colombia              | -        |
| DNF  | Jarlinson Pantano       | Colombia              | -        |
| DNF  | Rigoberto Urán          | Colombia              | -        |
| DNF  | Warren Barguil          | Francia               | -        |
| DNF  | Steve Cummings          | Gran Bretagna         | -        |
| DNF  | Ian Stannard            | Gran Bretagna         | -        |
| DNF  | Rohan Dennis            | Australia             | -        |
| DNF  | Scott Bowden            | Australia             | -        |
| DNF  | Richie Porte            | Australia             | -        |
| DNF  | Laurens De Plus         | Belgio                | -        |
| DNF  | Tim Wellens             | Belgio                | -        |
| DNF  | Tom Dumoulin            | Paesi Bassi           | -        |
| DNF  | Wout Poels              | Paesi Bassi           | -        |
| DNF  | Diego Rosa              | Italia                | -        |
| DNF  | Vincenzo Nibali         | Italia                | -        |
| DNF  | Michael Albasini        | Svizzera              | -        |
| DNF  | Steve Morabito          | Svizzera              | -        |
| DNF  | Tony Martin             | Germania              | -        |
| DNF  | Maximilian Levy         | Germania              | -        |
| DNF  | Simon Geschke           | Germania              | -        |
| DNF  | Edvald Boasson Hagen    | Norvegia              | -        |
| DNF  | Sven Erik Bystrøm       | Norvegia              | -        |
| DNF  | Maciej Bodnar           | Polonia               | -        |
| DNF  | Jan Bárta               | Repubblica Ceca       | -        |
| DNF  | Leopold König           | Repubblica Ceca       | -        |
| DNF  | Zdeněk Štybar           | Repubblica Ceca       | -        |
| DNF  | Denys Kostjuk           | Ucraina               | -        |
| DNF  | Andrij Chripta          | Ucraina               | -        |
| DNF  | Matej Mohorič           | Slovenia              | -        |
| DNF  | Ghader Mizbani          | Iran                  | -        |
| DNF  | Arvin Moazami           | Iran                  | -        |
| DNF  | Samad Pourseyedi        | Iran                  | -        |
| DNF  | Abderrahmane Mansouri   | Algeria               | -        |
| DNF  | Youcef Reguigui         | Algeria               | -        |
| DNF  | Nélson Oliveira         | Portogallo            | -        |
| DNF  | Stefan Denifl           | Austria               | -        |
| DNF  | Soufiane Haddi          | Marocco               | -        |
| DNF  | Mouhssine Lahsaini      | Marocco               | -        |
| DNF  | Taylor Phinney          | Stati Uniti           | -        |
| DNF  | Rein Taaramäe           | Estonia               | -        |
| DNF  | Zac Williams            | Nuova Zelanda         | -        |
| DNF  | Antoine Duchesne        | Canada                | -        |
| DNF  | Hugo Houle              | Canada                | -        |
| DNF  | Vasil' Kiryenka         | Bielorussia           | -        |
| DNF  | Kohei Uchima            | Giappone              | -        |
| DNF  | Kim Ok-cheol            | Corea del Sud         | -        |
| DNF  | Seo Joon-yong           | Corea del Sud         | -        |
| DNF  | Jonathan Monsalve       | Venezuela             | -        |
| DNF  | Miguel Ubeto            | Venezuela             | -        |
| DNF  | Matija Kvasina          | Croazia               | -        |
| DNF  | Daniel Díaz             | Argentina             | -        |
| DNF  | Maximiliano Richeze     | Argentina             | -        |
| DNF  | Cheung King Lok         | Hong Kong             | -        |
| DNF  | José Luis Rodríguez     | Cile                  | -        |
| DNF  | Adrien Niyonshuti       | Ruanda                | -        |
| DNF  | Maksym Averin           | Azerbaigian           | -        |
| DNF  | Serghei Țvetcov         | Romania               | -        |
| DNF  | Luis Lemus              | Messico               | -        |
| DNF  | Onur Balkan             | Turchia               | -        |
| DNF  | Ahmet Örken             | Turchia               | -        |
| DNF  | Kléber Ramos            | Brasile               | -        |
| DNF  | Ali Nouisri             | Tunisia               | -        |
| DNF  | Stefan Hristov          | Bulgaria              | -        |
| DNF  | Manuel Rodas            | Guatemala             | -        |
| DNF  | Byron Guamá             | Ecuador               | -        |
| DNF  | Ivan Stević             | Serbia                | -        |
| DNF  | Tsgabu Grmay            | Etiopia               | -        |
| DNF  | Diego Milán             | Repubblica Dominicana | -        |
| DNF  | Dan Craven              | Namibia               | -        |
| DNF  | Óscar Soliz             | Bolivia               | -        |
| DNF  | Qëndrim Guri            | Kosovo                | -        |
| DNF  | Brian Babilonia         | Porto Rico            | -        |
| DNF  | Yousif Mirza            | Emirati Arabi         | -        |
| DNF  | Ariya Phounsavath       | Laos                  | -        |
| DNF  | Aleksej Kurbatov        | Russia                | -        |